# Harlingen (New Jersey)
Harlingen è un census-designated place (CDP) degli Stati Uniti d'America, situato della contea di Somerset, nello stato del New Jersey.